# ホテルグランミラージュ
ホテルグランミラージュ（英称：Hotel Granmirage）は、富山県魚津市のホテル、75室の客室、大小5か所の宴会場、2か所のブライダル施設、2か所のレストラン、1か所のバーのあるシティホテル。魚津駅から徒歩5分と便利な立地。富山県富山市のリバーリトリート雅樂倶、樂翠亭美術館は姉妹館。

## 沿革
- 1989年（平成元年）12月20日 - 日本カーバイド工業など地元企業出資による都市型ホテルとして計画を発表[2]。
- 1990年（平成2年）5月 - 県内の企業36社が出資して日本海シーライン開発株式会社を設立[3]。
- 1991年（平成3年）7月25日 - 旧日本カーバイド工業吉島社宅用地と日本道路公団魚津工事事務所（1988年〔昭和63年〕11月1日閉鎖[4]）跡地など約4,600㎡にて、着工[3]。
- 1992年（平成4年）
  - 9月18日 - 完成式[5]。
  - 10月1日 - 第一ホテルシステム（現、阪急阪神ホテルズ）のFC店（国内18番目、県内4番目）である東京第一ホテル魚津として創業。運営は日本海シーライン開発株式会社[1][5]。
  - 12月13日 - 第一回目の本格的ディナーショーを開催。出演は由紀さおり＆安田祥子姉妹。以降毎年冬に開催され地元の恒例イベントとして2017年（平成29年）まで毎年続く。
- 1996年（平成8年）9月30日 - 「第11回 国民文化祭とやま’96」の際に皇太子（今上天皇）ご夫妻が来館。
- 2004年（平成16年）7月 - 「第4回女子野球世界大会」の歓迎レセプションで高円宮妃が来館。
- 2006年（平成18年）8月 - 「第20回全日本大学女子野球選手権大会」の歓迎レセプションで高円宮妃が来館。
- 2007年（平成19年）6月30日 - 阪急ホテルマネジメントから独立し、全館リニューアルを経て名前も「ホテルグランミラージュ」としてリブランドオープン[1]。
- 2016年（平成28年）8月 - 「第30回全日本大学女子野球選手権大会」の歓迎レセプションで高円宮妃が来館。
- 2017年（平成29年）5月28日 -「第68回全国植樹祭」で天皇（現在の上皇）・皇后（現在の上皇后）が来館[6]。
- 2019年（令和元年）10月末 - レストラン「ミラヴェール」拡張オープン[7]。
- 2024年（令和6年）4月26日 - 屋上に温浴サウナ施設『スパ・バルナージュ』がオープン[8]。

## 施設
1階
- フロント
- ショップ
- レストラン「ミラヴェール」50席
- バー「ディープブルー」17席
- ブライダルサロン

2階
- 大宴会場「天翔の間」300人収容
- 中宴会場「飛翔の間」50人収容
- 小宴会場「花ごろも」「花かすみ」「花みずき」8～15人収容
- ブライズルーム 3室
- 写真室 1室
- 神殿

3階
- 和食レストラン「旬彩亭」50席
- 小宴会場「慶雲の間」40席
- 茶室「翠松庵」12席

4階～8階
客室75室  全室セミダブルベッド
- シングル 36室（18.5㎡）
- デラックスシングル 5室（22.4㎡）
- ツイン 30室（24.9㎡）
- デラックスツイン 2室（36.9㎡）
- 和室 1室（50.4㎡）[7]
- スイート 1室（74.6㎡）[7]

9階
- チャペル（富山県内では最初である[1]）
- プライベートルーム「マドリーナ」8名収容

屋上
- スパ・バルナージュ（笹野美紀恵監修、浴槽のタイルに舘鼻則孝によるアートワークが施されている）[8]

## 評価
- ミシュランガイドブック2016富山・石川版で「非常に快適」を表す3パビリオンを獲得

## アクセス
- あいの風とやま鉄道線富山駅から電車で30分
- 北陸自動車道魚津ICから車で7分